# Perdona pero quiero casarme contigo (película)
Perdona pero quiero casarme contigo (Scusa ma ti voglio sposare) es una película basada en el libro del mismo nombre de Federico Moccia. La película es la continuación de Perdona si te llamo amor.

## Sinopsis
Niki y Álex, que siguen igual de enamorados, vuelven del faro de la Isla de Blu. Al volver, ambos se reencuentran con sus amistades, que a lo largo de la película, afrontarán diversos problemas.ya que hay dos personas que  intervienen con su relación pero pese a todo este se casan.

## Personajes
- Raoul Bova como Alessandro Belli o Álex.
- Michela Quattrociocche como Niki Cavalli.
- Andrea Montovoli como Guido.
- Luca Angeletti como Enrico.
- Ignazio Oliva como Flavio.
- Francesco Apolloni como Pietro.
- Francesco Arca como Fotógrafo
- Beatrice Valente como Olly.
- Francesca Ferrazzo como Erica.
- Michelle Carpente como Diletta.
- Edoardo Natoli como Filippo
- Pino Quartullo como Roberto.
- Cecilia Dazzi como Simona.

## Banda sonora
- Per dimenticare - Zero Assoluto y Emanuele Bosi
- Cos'è normale - Zero Assoluto y Emanuele Bosi
- Non guardarmi così Zero Assoluto
- Come Fly Away - Benny Benassi y Channing
- La mia signorina - Neffa
- Gatto matto - Roberto Angelini
- Scusa ma ti voglio sposare - Zero Assoluto y Emanuele Bosi
- Quella non sono io - Zero Assoluto y Emanuele Bosi
- Isola Blu - Zero Assoluto y Emanuele Bosi
- Tema di un addio - Zero Assoluto y Emanuele Bosi
- A casa di alex - Zero Assoluto y Emanuele Bosi
- Desiderio - Zero Assoluto y Emanuele Bosi
- La letterada di Niki - Zero Assoluto y Emanuele Bosi
- Boys - Sabrina Salerno